# Йохан Фридрих III фон Алвенслебен
Йохан Фридрих (III) фон Алвенслебен (на немски: Johann Friedrich von Alvensleben; * 9 октомври 1647 в Калбе; † 11 октомври 1703) е благородник от „Черната линия“ на род Алвенслебен, наследствен господар на имението Цихтау в Саксония-Анхалт.
Той е син на Гебхард XXIV фон Алвенслебен (1591 – 1667) и съпругата му Берта София фон Залдерн (ок. 1610 – 1670), дъщеря на Буркхард IX фон Залдерн (1568 – 1635) и Агнес фон дер Шуленбург (1578 – 1626), дъщеря на Вернер XVII фон дер Шуленбург (1541 – 1581) и Берта София фон Бартенслебен († 1606). Според друг източник той е син на Бусе фон Алвенслебен (1600 – 1654) и съпругата му Хелена фон Велтхайм (1611 - 1684). 
Сестра му Аделхайд Агнес фон Алвенслебен (* 2 март 1636; † 12 януари 1668) се омъжва на 7 юни 1657 г. в Хундисбург за фрайхер Александер III фон дер Шуленбург (* 23 септември 1616, Алтенхаузен; † 17 март 1683, Алтенхаузен).
Имението Цихтау принадлежи от 1473 до 1681 г. на род фон Алвенслебен, след това е разделено на две части (на „Alte Seite“ и „Neue Seite“).
Йохан Фридрих (III) фон Алвенслебен умира на 56 години на 11 октомври 1703 г.

## Фамилия
Йохан Фридрих (III) фон Алвенслебен се жени на 21 септември 1680 г. в Цихтау за Елизабет София фон Бюлов (* 2 март 1652, Кл.-Швехтен; † 16 март 1698, Волтерслаге), вдовица на Фридрих Вилхелм фон Редерн, дъщеря на Йохан фон Бюлов († сл. 1629) и Сабина фон Ягов (* ок. 1610). Те имат децата:
- Фридрих Вилхелм фон Алвенслебен (* 18 ноември 1683, Волтерслаге; † 18 март 1752 в Цихтау), наследствен господар на имението Цихтау, женен на 14 ноември 1711 г. за Хенриета София фон Вердер (* 21 октомври 1686, Вердерсхаузен; † 16 ноември 1750, Цихтау)[4]
- Хелена Доротея фон Алвенслебен (* 21 януари 1689, Цихтау; † 23 януари 1711, Еркслебен), омъжена на 4 юни 1706 г. за Йохан Август фон Алвенслебен (1680 – 1732)